# Claudine Longet

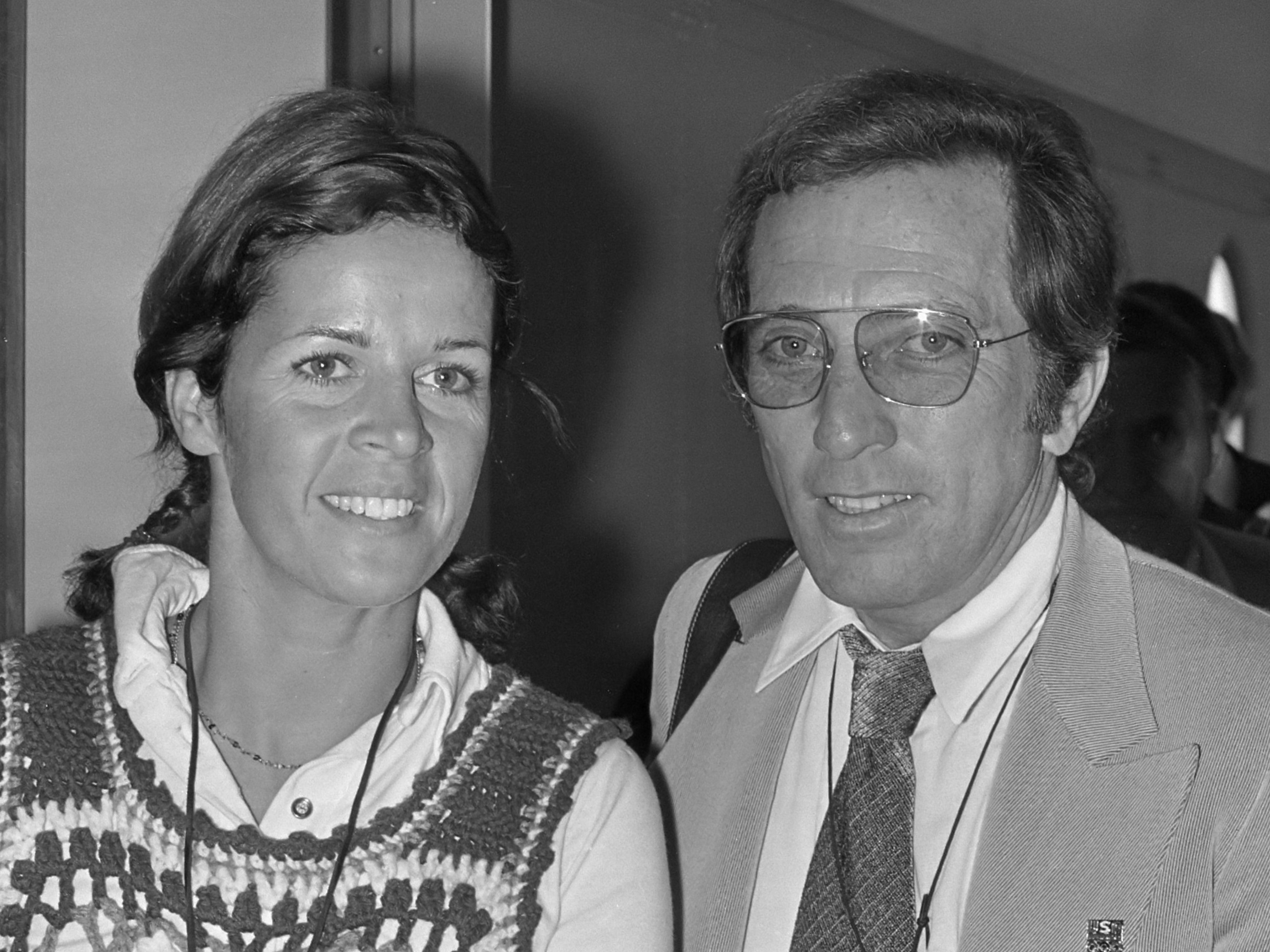
Claudine Longet en Andy Williams (1972)

Claudine Longet (Parijs, 29 januari 1942) is een Franse zangeres, actrice en danseres die in de Verenigde Staten woont en daar carrière heeft gemaakt. In een aantal films of series treedt ze eveneens op als zangeres.
Op 15 december 1961 trouwde de toen 19-jarige Claudine Longet met Andy Williams, toen 32. Uit dit huwelijk kregen ze drie kinderen: Noëlle (1963), Christian (1965) en Robert (1969). In 1970 scheidde het paar. Later had ze een lange relatie met de skiër Spider Sabich. Toen hij vermoord werd, werd Longet veroordeeld voor schuld door nalatigheid.
In 1966 werd ze als zangeres ontdekt door Herb Alpert en maakte diverse elpees, waaronder Claudine met onder andere "A man and a woman (Un Homme et Une Femme)" en de lp Love is Blue. 

## Filmografie
- The Party (1968)
- Massacre Harbour (1968)

## Tv-films
- How to steal an airplane (1971)
- The Legendary Curse of the Hope Diamond (1975)

## Tv-reeksen
- McHale's Navy
- Dr. Kildare
- McHale's Navy
- Kraft Suspense Theatre
- Mr. Novak
- 12 O'Clock High
- Hogan's Heroes
- The Rat Patrol
- Combat!
- Run for Your Life
- The Name of the Game
- The F.B.I.
- The Bold Ones: The Lawyers
- Love, American Style
- Alias Smith and Jones
- The Streets of San Francisco

- Bibsys: 8071642
- Biblioteca Nacional de España: XX1003562
- Bibliothèque nationale de France: cb14200249z (data)
- Gemeinsame Normdatei: 136813526
- International Standard Name Identifier: 0000 0000 6310 7340
- Library of Congress Control Number: n91075886
- MusicBrainz: d92e5e90-2266-4835-bccc-e94c7790e1b4
- Nationale Bibliotheek van Tsjechië: xx0182517
- Nederlandse Thesaurus van Auteursnamen: 074054651
- SNAC: w66g09c5
- Système universitaire de documentation: 088013626
- Virtual International Authority File: 61757382
- WorldCat: E39PBJrGrHx6VvtD6DTk7g3CwC